# Юберак
Юбера́к (фр. Uberach) — упразднённая коммуна на северо-востоке Франции в регионе Эльзас — Шампань — Арденны — Лотарингия, департамент Нижний Рейн, округ Агно-Висамбур, кантон Рейшсоффен. До марта 2015 года коммуна административно входила в состав упразднённого кантона Нидербронн-ле-Бен (округ Агно-Висамбур). В результате административной реформы упразднена и с 1 января 2016 года объединена с коммунами Ла-Вальк и Пфаффеноффен в новую коммуну Валь-де-Модер.
Площадь коммуны — 2,01 км², население — 1156 человек (2006) с тенденцией к стабилизации: 1178 человек (2013), плотность населения — 586,1 чел/км².

## Население
Население коммуны в 2011 году составляло 1190 человек, в 2012 году — 1184 человека, а в 2013-м — 1178 человек.
| 1962 | 1968 | 1975 | 1982 | 1990 | 1999 | 2006 | 2008 | 2011 | 2012 | 2013 |
| ---- | ---- | ---- | ---- | ---- | ---- | ---- | ---- | ---- | ---- | ---- |
| 1028 | 1071 | 1127 | 1125 | 1089 | 1091 | 1156 | 1174 | 1190 | 1184 | 1178 |

Динамика населения:

## Экономика
В 2010 году из 759 человек трудоспособного возраста (от 15 до 64 лет) 581 были экономически активными, 178 — неактивными (показатель активности 76,5 %, в 1999 году — 71,2 %). Из 581 активных трудоспособных жителей работали 544 человека (294 мужчины и 250 женщин), 37 числились безработными (15 мужчин и 22 женщины). Среди 178 трудоспособных неактивных граждан 52 были учениками либо студентами, 71 — пенсионерами, а ещё 55 — были неактивны в силу других причин.